# Regina Coronation Park (circonscription saskatchewanaise)
Pour les articles homonymes, voir Regina (homonymie) et Coronation Park.
Circonscription électorale provinciale du Canada
Regina Coronation Park (auparavant Regina North  (1982-1991) et Regina Albert North (1991-1995)) est une circonscription électorale provinciale de la Saskatchewan au Canada. Elle est représentée à l'Assemblée législative de la Saskatchewan depuis 1982.

## Géographie
La circonscription consiste au centre-nord de la ville de Regina, soit les quartiers d'Argyle Park/Englewood, City View, Highland Park, Coronation Park et Churchill Downs.

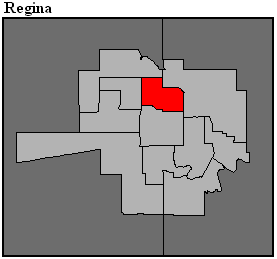
Frontière de la circonscription en 2016.
Frontière de la circonscription en 2022.

## Liste des députés
| Parlement              | Années        | Député       | Député                  | Parti                     |
| Regina North           | Regina North  | Regina North | Regina North            | Regina North              |
| ---------------------- | ------------- | ------------ | ----------------------- | ------------------------- |
| 20e                    | 1982–1986     |              | Jack Charles Klein (en) | Progressiste-conservateur |
| 21e                    | 1986–1991     |              | Kim Trew                | Néo-démocrate             |
| Regina Albert North    |               |              |                         |                           |
| 22e                    | 1991–1995     |              | Kim Trew                | Néo-démocrate             |
| Regina Coronation Park |               |              |                         |                           |
| 23e                    | 1995–1999     |              | Kim Trew                | Néo-démocrate             |
| 24e                    | 1999–2003     |              | Kim Trew                | Néo-démocrate             |
| 25e                    | 2003–2007     |              | Kim Trew                | Néo-démocrate             |
| 26e                    | 2007–2009     |              | Kim Trew                | Néo-démocrate             |
| 27e                    | 2011–2016     |              | Mark Docherty           | Saskatchewanais           |
| 28e                    | 2016–2020     |              | Mark Docherty           | Saskatchewanais           |
| 29e                    | 2020–2023     |              | Mark Docherty           | Saskatchewanais           |
| 29e                    | 2023-2024     |              | Noor Burki (en)         | Néo-démocrate             |
| 30e                    | 2024–en cours |              | Noor Burki (en)         | Néo-démocrate             |

## Résultats électoraux
Regina Coronation Park (depuis 1995)

Regina Albert North (1991-1995)

Regina North (1982-1991)